# Bassim Abbas
Bassim Abbas Kati (Bagdad, 1 juli 1982) is een Iraaks voetballer die bij Baghdad FC speelt. Hij is een linkerverdediger en speelt ook voor het Iraaks voetbalelftal.
Abbas speelde een groot deel van zijn carrière voor Al Talaba, waar hij zich ook in de jeugd ontwikkelde. Na goede prestaties tijdens de FIFA Confederations Cup 2009 tekende Abbas een contract bij Konyaspor, zijn enige avontuur in een Europese competitie. Na een seizoen te hebben gespeeld in Turkije waarin hij tot zeventien competitie-optreden kwam, keerde Abbas terug naar Irak.
Met het Iraaks voetbalelftal kwam Abbas onder meer uit op de Olympische Zomerspelen 2004 in Athene (vierde plaats). Abbas maakte ook onderdeel uit van de selectie die de Azië Cup 2007 wist te winnen. Hij stond in de basisopstelling tijdens de finale tegen Saoedi-Arabië die met 1-0 werd gewonnen.

## Prijzenkast

### Met nationaal elftal
- West-Azië Cup 2002
- Azië Cup 2007
- 4e plaats Olympische Zomerspelen 2004

### Met clubelftallen
- 2001/2002 Superliga (Irak) met Al Talaba.
- 2008 Emir of Qatar Cup met Umm-Salal.